# 大薩西耶爾峰

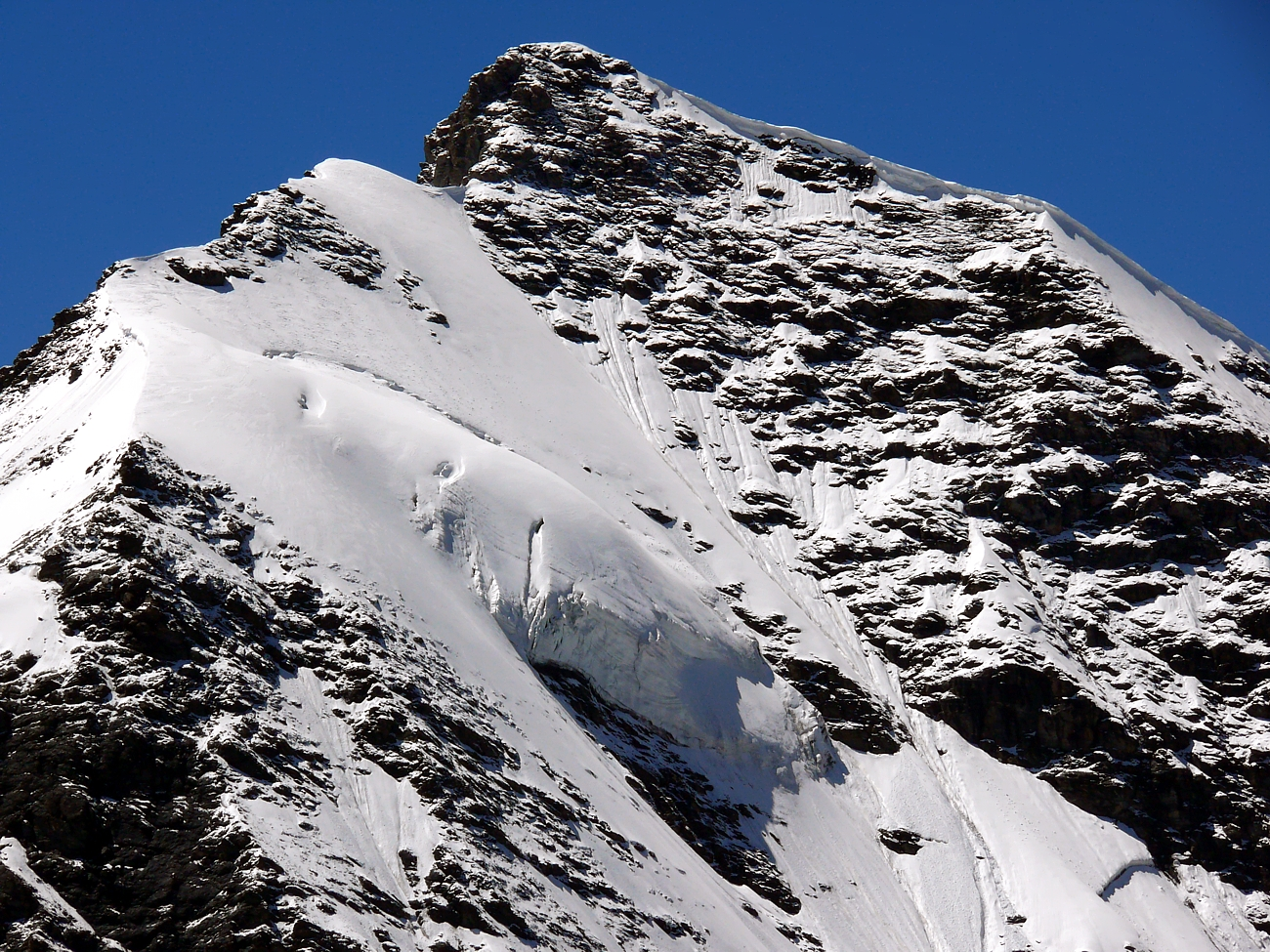

45°30′18″N 6°59′59″E / 45.50500°N 6.99972°E
大薩西耶爾峰（法語：Aiguille de la Grande Sassière），是西歐的山峰，位於法國和意大利接壤的邊境，由薩瓦省和瓦萊達奧斯塔大區負責管轄，屬於格拉耶山的一部分，海拔高度3,751米，人類在1808年首次登頂。